# Mialo Mwape
Mialo Mwape (ur. 30 grudnia 1951) – kongijski piłkarz występujący na pozycji obrońcy. Uczestnik Mistrzostw Świata 1974.

## Kariera klubowa
Podczas MŚ 1974 Mialo Mwape reprezentował barwy klubu Nyiki Lubumbashi.

## Kariera reprezentacyjna
Razem z reprezentacją Zairu uczestniczył w Mistrzostwach Świata 1974. Na Mundialu był rezerwowym i nie wystąpił w żadnym spotkaniu.